# Il mistero di Jo Locke, il sosia e miss Britannia '58
Il mistero di Jo Locke, il sosia e miss Britannia '58 (Hear My Song) è un film del 1991 diretto da Peter Chelsom.
Il film è liberamente ispirato alla vita del tenore irlandese degli anni '50 Josef Locke.